# Drożdżów
Drożdżów is een plaats in het Poolse district  Skarżyski, woiwodschap Święty Krzyż. De plaats maakt deel uit van de gemeente Bliżyn en telt 140 inwoners.